# الحريدية القبلية
قرية الحريدية القبلية هي إحدى القرى التابعة لمركز طهطا بمحافظة سوهاج في جمهورية مصر العربية. حسب إحصاءات سنة 2006، بلغ إجمالي السكان في الحريدية القبلية 2643 نسمة، منهم 1398 رجل و1245 امرأة.